# Glenea bryanti
Glenea bryanti là một loài bọ cánh cứng trong họ Cerambycidae.